# Can Lis

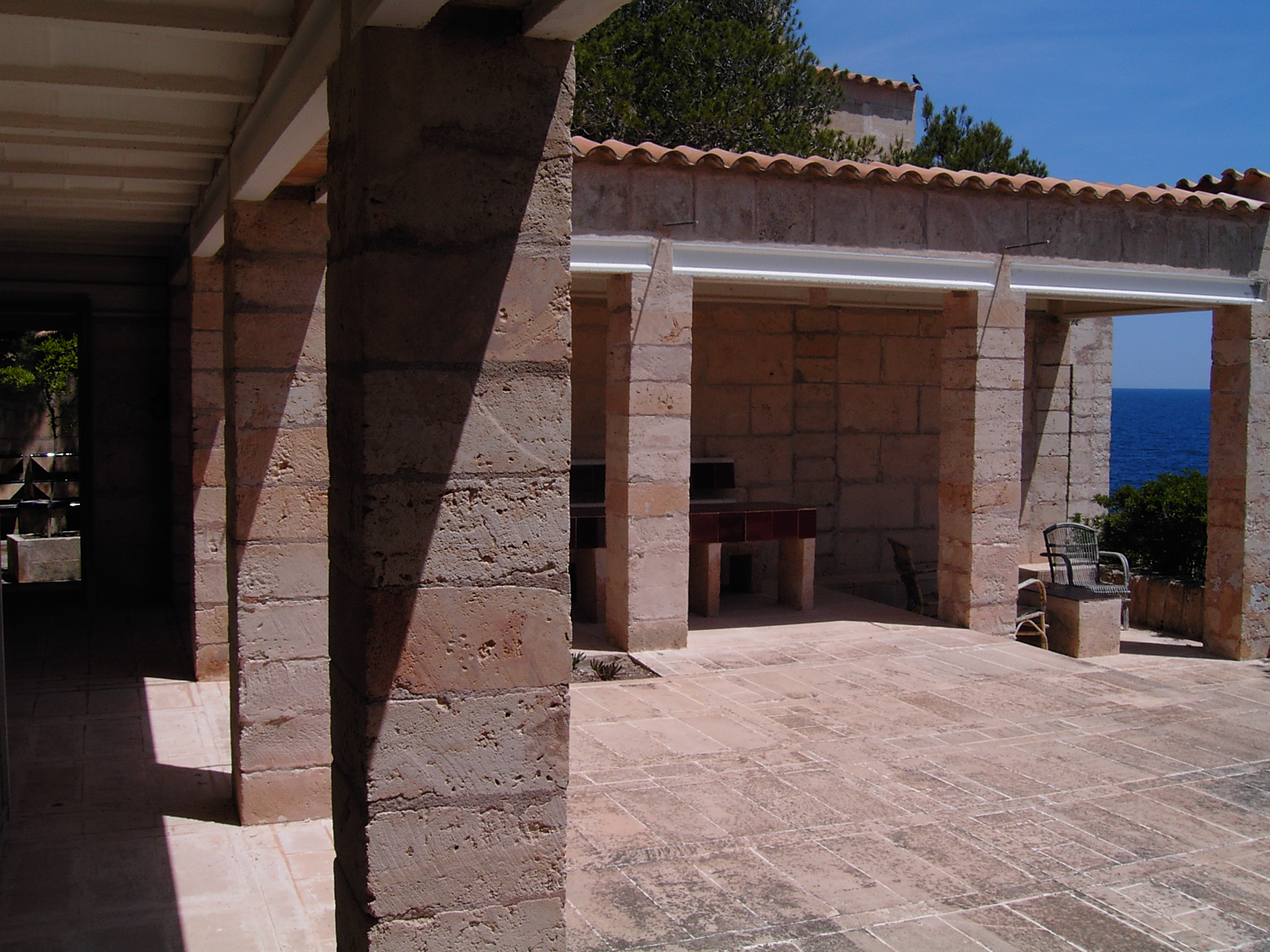
Can Lis, Mallorca

Can Lis es una casa construida por el arquitecto danés Jørn Utzon para uso propio, conocida por el nombre de su esposa, Lis. Se encuentra cerca de Portopetro, en la isla española de Mallorca. Finalizada en 1971, está formada por cuatro pabellones separados conectados entre sí por galerías y patios.

## Historia
Utzon visitó Mallorca en 1966 cuando regresaba de Australia después de tener discrepancias con las autoridades por la terminación de su icónica construcción, la Ópera de Sídney. Le gustó la isla y decidió construir allí una residencia de verano. La idea básica de la villa era similar al diseño de la casa que Utzon había planeado construir en Sídney: pabellones separados destinados a distintas funciones, pero conectados entre sí.

## Arquitectura

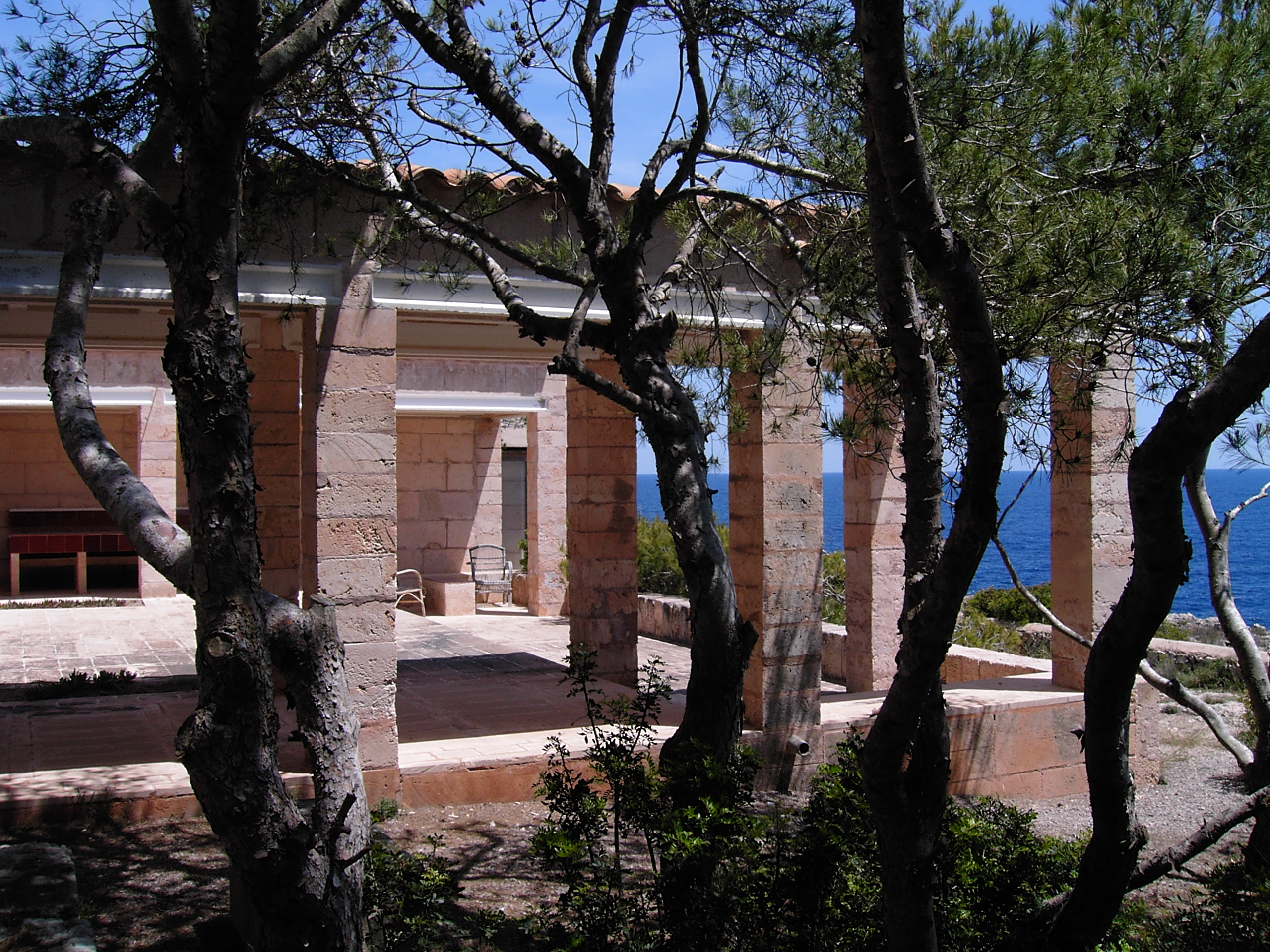
Galerías protegiendo del sol a la vivienda.

La casa está ubicada sobre la cima de un acantilado en el sur de la isla, en una zona de piedra arenisca rosa-amarillenta conocida localmente como "marés" con la que se ha construido la villa, mezclándose así  con el paisaje. La cubierta de hormigón, con losas amarillas, posee aleros que siguen la pauta de las  Fredensborg Houses, edificios de Utzon en Dinamarca. Los cuatro pabellones separados que componen la casa están conectados entre sí con galerías y patios. Del oeste al este, el primer bloque contiene la cocina, el comedor y el cuarto de estudio; el segundo, la sala de estar; el tercero los dormitorios y en el cuarto se encuentra una habitación para huéspedes. Todos tienen vistas al mar con leves diferencias de orientación, siguiendo el borde del alcantilado. Utzon había preparado esquemas previos que fueron cambiando drásticamente según iba avanzando la construcción. El resultado fue una casa que aprovecha al máximo luces y vistas. Utzon se inspiró en la experiencia de Alvar Aalto en la construcción de la Villa Mairea en Finlandia.  A pesar de que en Mallorca la luz es intensa y brillante, las galerías y porches proveen la sombra necesaria. La mayoría del mobilario de la casa está hecho de fábrica, in situ, formando estanterías, mesas, sillas y bancos.
Richard Weston, en su monografía sobre Utzon,  considera a Can Lis como "una de las casas más finas construidas en el siglo veinte", y añade: "Unificando el orden mental y físico, geométrico y constructivo, Utzon ha hecho una casa indudablemente moderna en la técnica y sensibilidad, haciéndola parecer así tan ordinaria y natural como el sol, piedra y mar, cuya relación celebra".

## Mejoras posteriores
Los Utzon mantuvieron Can Lis como su residencia en Mallorca durante casi 20 años, viviendo allí por periodos largos mientras iban envejeciendo. Finalmente construyeron una segunda casa en la isla, Can Feliz, en una ubicación más remota, para protegerse del continuo oleaje del acantilado, el brillo del sol, y las habituales intrusiones de los turistas y entusiastas de la arquitectura que visitaban el lugar. Can Lis fue ocupada varios años por sus hijos. Más tarde, en colaboración con la Utzon Foundation (Fundación Utzon),la  Danish Arts Foundation  comenzó a facilitar la disponibilidad de la casa para aquellos arquitectos que desearan habitarla por periodos de, al menos, un mes.